# رافو اونستی
رافو اونستی (انگلیسی: RAFO Onești) شرکت پالایش نفت رومانیایی است، که در سال ۱۹۵۶ تأسیس شد.